# Janki László (kalocsai érsek)
László (Frankói/Jánki László; ? - 1336. október 25. után) kalocsai érsek.

## Élete
Itáliai származású. Fejér György feltevése szerint Károly Róbert rokona. 1312-től haláláig Frankói László néven királyi kancellár. Károly Róbert ajánlására a kalocsai káptalan Vicsadoli Dömötör helyett érsekké választotta. 1317-ben XXII. János pápa megerősítette. Haláláig kalocsai érsek lehetett.
1334-ben Károly Róbert megbízásából ő tárgyalt Bogdán máramarosi oláh vajdával, a későbbi moldovai vajdaság alapítójával, népe betelepítéséről. Rimaszombatot egy értéktelen bácsi birtokra cserélte Szécsényi Tamás vajdával.
1318-as pecsétjében Szent Péter és Szent Pál félalakja attribútumokkal.
Utóda a királyi kancellárságban 1338-tól Telegdi Csanád.